# Videojuego basado en la ubicación

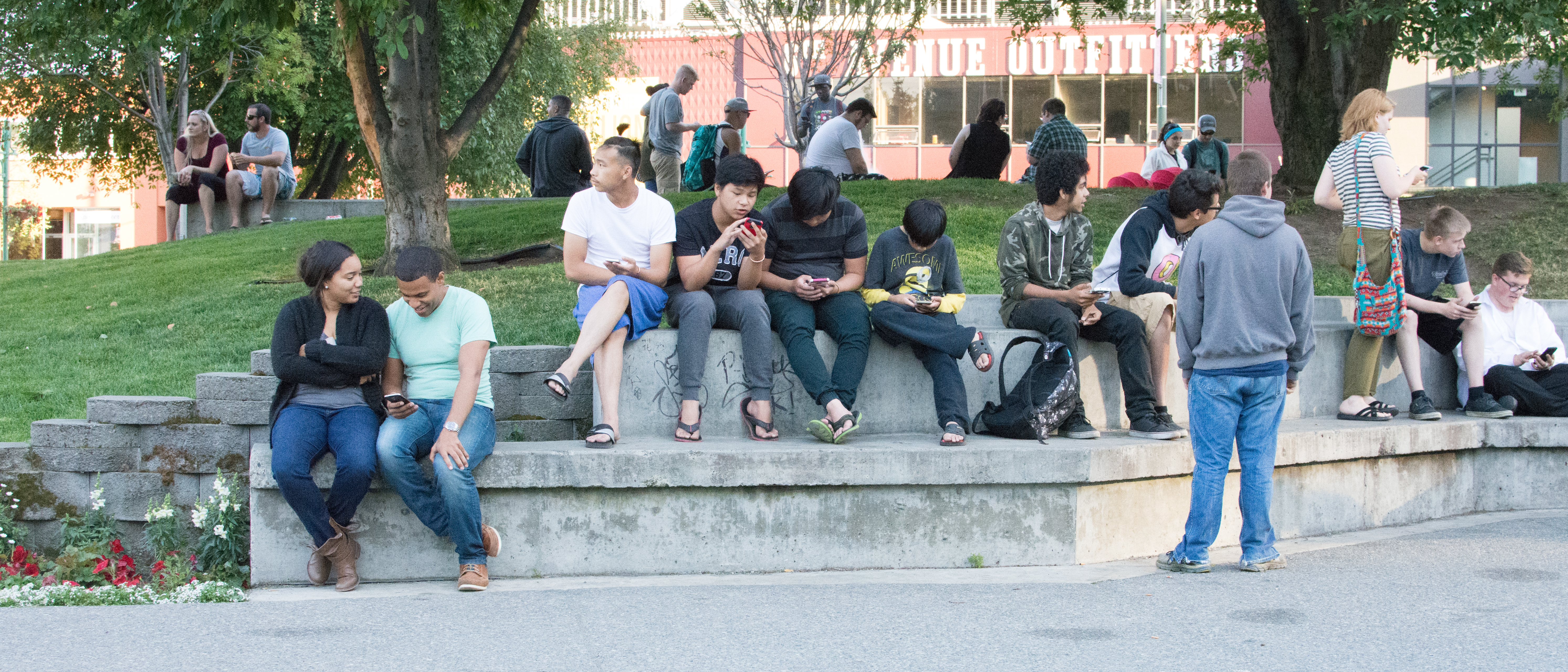
Jugadores de Pokémon Go reunidos en un parque en Anchorage, Alaska.

Un videojuego basado en la ubicación (también conocido como videojuego geolocalizado) es un tipo de videojuego ubicuo, donde la jugabilidad evoluciona y progresa a través de la ubicación del jugador en el mundo real. Estos deben proporcionar algún mecanismo que permita al videojuego conocer la ubicación del jugador, generalmente con GPS. Muchos videojuegos basados en la ubicación se ejecutan en teléfonos inteligentes.

## Ejemplos notables
La empresa Niantic es conocida por hacer algunos videojuegos basados en la ubicación populares como:
- Pokémon GO.[5]
- Harry Potter: Wizards Unite.
- ingress.
- Pikmin Bloom.
- Monster Hunter Now.

Otros videojuegos notables basados en la ubicación son: 
- Geocaching .
- Jurassic World Alive.